# Mahadeo Singh
Mahadeo R. Singh (ur. w 1888, zm. ?) – indyjski lekkoatleta, uczestnik Letnich Igrzysk Olimpijskich 1924. 
Na igrzyskach w Paryżu, wystartował w biegu maratońskim, w którym zajął 29. miejsce (z czasem 3:37:36,0). Bieg ukończyło tylko 30 zawodników (łącznie wystartowało ich 58).